# Dorsey Burnette
Dorsey Burnette (* 28. Dezember 1932 in Memphis, Tennessee; † 19. August 1979 in Canoga Park, Kalifornien) war ein US-amerikanischer Country- und Rockabilly-Musiker, Gitarrist und Songwriter. Dorsey Burnette ist der ältere Bruder von Johnny Burnette, mit dem er während der 1950er-Jahre in einer Band spielte.

## Leben

### Kindheit und Jugend
Dorsey Burnette wurde in Memphis als der ältere von zwei Söhnen seiner Eltern Dorsey Sr. und Willy Mae geboren. Mit sechs Jahre bekam er, als Geschenk von seinem Vater, seine erste Gitarre. Zusammen mit seinem Bruder Johnny, der ebenfalls eine erhalten hatte, übte er unentwegt. Doch sein aufbrausendes Gemüt kam ihm während seiner Jugend nicht zugute; oftmals wurde er wegen Schlägereien oder ähnlichen Vergehen verhaftet. Bei der Poplar Street Mission, bei der er oft war, traf er den späteren Rockabilly-Musiker Lee Denson, der auch mit Elvis Presley befreundet war. Burnette entdeckte das Boxen für sich und strebte eine Karriere als Boxer an.

### Karriere
1949 traf Burnette während einer Boxmeisterschaft den Gitarristen Paul Burlison, der ebenfalls Boxer war. Beide hatten das gleiche Interesse an der Musik, und begannen, zusammen zu spielen. Als Burlison 1951 in die Armee berufen wurde, tat Burnette sich mit seinem Bruder Johnny zusammen. Mit ihm trat er in der Umgebung von Memphis auf und spielte in kleinen Kneipen und Bars. Mitte 1952, als Paul Burlison vom Militärdienst zurückkehrte, gründeten sie zusammen die Rhythm Rangers.
Für die kleine Plattenfirma Von Records machte die Band 1954 ihre ersten Aufnahmen, typische Country-Songs. Die Platte wurde von Bill Bond und seinem Sohn Eddie Bond, einem späteren Rockabilly-Musiker, vertrieben. Nach ihrer Aufnahme spielten sie Sam Phillips, Besitzer der Sun Records in Memphis, vor, wurden aber abgelehnt. Die Band, die nunmehr nur noch aus den beiden Burnette-Brüdern und Burlison bestand, nahm sich ein Beispiel an ihrem Jugendfreund Elvis Presley, der seinen Job bei Crown Electric zugunsten einer Karriere aufgegeben hatte, und reiste nach New York City. Die Band erhielt von Coral Records einen Vertrag und nahm für die nächsten zwei Jahre als The Rock'n'Roll Trio auf, der große Durchbruch wollte jedoch nicht kommen. Daher stieg Burnette aus der Gruppe aus und kehrte in seine Heimatstadt Memphis zurück. Um die Jahreswende 1956 auf 1957 brachte Abbott Records zwei Singles heraus, die jedoch erfolglos blieben.
Burnette erhielt dort eine Anfrage der Town Hall Party, der erfolgreichsten Country-Show der Westküste, die er annahm. Er schlug dafür ein weiteres Angebot der Louisiana Hayride aus und zog 1957 mit seiner Familie nach Kalifornien. Bruder Johnny kam kurze Zeit später nach, denn das Rock’n'Roll Trio hatte sich getrennt. Burnette ging wochentags einer geregelten Arbeit nach und schrieb in seiner Freizeit Songs. Nachdem Ricky Nelson mit Waitin' in School, einem von Burnette geschriebenen Titel, einen Hit hatte, wurden die Burnette-Brüder bei Imperial Records unter Vertrag genommen. Dorsey hatte mit Tall Oak Tree seinen einzigen Hit und Bruder Johnny hatte mit einigen Popsongs Erfolg.
Burnette konnte seinen Erfolg nicht wiederholen; in den nächsten Jahren spielte er bei verschiedenen Labels unbedeutende Platten ein. Während sich Burnette in den 1950er- und frühen 1960er-Jahren auf Rockabilly und Rock ’n’ Roll konzentriert hatte, richtete sich sein Stil fortan auf Country. Als Songschreiber war er jedoch weitaus erfolgreicher. Seine Kompositionen wurden von Künstlern wie Jerry Lee Lewis, Waylon Jennings, Glen Campbell oder Stevie Wonder aufgenommen.
1964 starb Burnettes Bruder bei einem Bootsunfall. Über diesen Verlust kam er nie hinweg und begann, übermäßig viel Alkohol zu konsumieren und wurde tablettenabhängig. Die nächsten 15 Jahre trat er in kleinen Lokalen auf und veröffentlichte Singles, die alle jedoch nicht beachtet wurden.
1979 veröffentlichte Dorsey Burnette zusammen mit Jimmy Bowen eine Platte und starb kurz nach Erscheinen der Single an einem Herzinfarkt. Er wurde postum in die Rockabilly Hall of Fame aufgenommen. Burnettes Sohn Billy Burnette wurde ebenfalls Musiker.

## Diskografie

### Singles
Für Rock’n'Roll-Trio-Singles siehe Johnny Burnette.
| Jahr | Titel                                                             | Plattenfirma               | Chartposition |
| ---- | ----------------------------------------------------------------- | -------------------------- | ------------- |
| 1956 | Let’s Fall in Love / The Devil’s Queen                            | Abbott Records 188         |               |
| 1957 | Jungle Magic / At a Distance                                      | Abbott Records 190         |               |
| 1957 | Bertha Lou / Til the Law Says Stop                                | Surf Records 5019          |               |
| 1959 | You Came as a Miracle / Try                                       | Imperial Records           |               |
| 1959 | Lonely Train / Misery                                             | Imperial Records           |               |
| 1960 | Tall Oak Tree / Juarez Town                                       | Era Records 3012           | # 23          |
| 1960 | Blues Stay away from Me / Midnight Train (mit Johnny Burnette)    | Coral Records              |               |
| 1960 | Hey Little One / Big Rock Candy Mountain                          | Era Records 3019           | # 48          |
| 1960 | Way in the Middle of the Night / Your Love                        | Imperial Records           |               |
| 1960 | The Ghost of Billy Maloo / Red Roses                              | Era Records                |               |
| 1960 | Lucy Darlin’ / Black Roses                                        | Merri Records              |               |
| 1960 | This Hotel / The River and the Mountain                           | Era Records                |               |
| 1961 | Hard Rock Mine / Sin                                              | Era Records                |               |
| 1961 | Great Shakin’ Fever / That’s Me Without You                       | Era Records                |               |
| 1961 | Rainin’ / A Full House                                            | Dot Records                |               |
| 1961 | Feminine Touch / Sad Boy                                          | Dot Records                |               |
| 1962 | Dying Amber / A Country Boy in the Army                           | Dot Records                |               |
| 1962 | The Castle in the Sky / The Boys Kept Hangin’ Around              | Reprise Records            |               |
| 1962 | I’m Watin’ for Ya Baby / Darling Jane                             | Reprise Records            |               |
| 1963 | Foolish Pride / Four for Texas                                    | Reprise Records            |               |
| 1963 | Hey Sue / It Don’t Take Much                                      | Reprise Records            |               |
| 1963 | Invisible Chains / Pebbles                                        | Reprise Records            |               |
| 1963 | Circle Rock / House with a Tin Roof                               | Imperial Records           |               |
| 1963 | Where’s the Girl? / One of the Lucky                              | Reprise Records            |               |
| 1963 | Foolish Pride / Four for Texas                                    | Reprise Records            |               |
| 1964 | Little Acorn / Cold, As Usual                                     | Mel-O-Dy Records           |               |
| 1964 | Jimmy Brown / Everybody’s Angel                                   | Mel-O-Dy Records           |               |
| 1964 | Long Long Time Ago / Ever Since the World Began                   | Mel-O-Dy Records           |               |
| 1965 | Bertha Lou / Keep a-Knockin’                                      | Cee-Jam Records # 6        |               |
| 1965 | In the Morning / To Remember                                      | Mercury Records            |               |
| 1965 | Wayward Wind / Suddenly, There’s a Valley                         | Era Records                |               |
| 1965 | Jimmy Brown / Everybody’s Angel                                   | Tamila-Motown Records (UK) |               |
| 1966 | In the Morning / To Remember                                      | Smash Records              |               |
| 1966 | If You Want to Love Somebody / Teach Me Little Children           | Smash Records              |               |
| 1966 | Tall Oak Tree / I Just Can’t Be Tamed                             | Smash Records              |               |
| 1966 | Ain’t That Just Fine / House That Jack Built                      | Hickory Records            |               |
| 1967 | Rolling Restless Stone / Back to Nature                           | Lama Records               |               |
| 1968 | I’ll Wake Away / Soon You’ve Got to Make It Alone                 | Music Factory              |               |
| 1969 | The Greatest Love / Thin Little Single Girl                       | Liberty Records 56087      | # 67          |
| 1970 | Bertha Lou / Til the Law Says Stop                                | Cee-Jam Records # 16       |               |
| 1970 | To Be a Man / Fly Away and Hurry Home                             | Happy Tiger Records        |               |
| 1970 | Call Me Lonesome / One Lamp Sun                                   | Happy Tiger Records        |               |
| 1970 | Magnificent Sanctuary Band / Can’t You See It Happening           | Condor Records             |               |
| 1971 | New Orleans Woman / After the Long Ride Home                      | Capitol Records            |               |
| 1971 | Children of the Universe / Shelby County Penalty Farm             | Capitol Records            |               |
| 1972 | In Spring / Same Old You Same Old Me                              | Capitol Records 3307       | # 21 C&W      |
| 1972 | I Just Couldn’t Let Her Walk Away / Church Bells                  | Capitol Records 3404       | # 40 C&W      |
| 1972 | Lonely to Be Alone / Cry Mama                                     | Capitol Records            |               |
| 1973 | I Let Another Good One Get Away / Take Your Weapons Lay Them Down | Capitol Records            |               |
| 1973 | Keep Out of My Dreams / Mama Mama                                 | Capitol Records            |               |
| 1973 | Darling / Sweet Lovin’ Woman                                      | Capitol Records 3678       | # 26 C&W      |
| 1973 | Mr. Juke Box Sing a Lullaby / It Happens Everytime                | Capitol Records            |               |
| 1974 | Bootleggers / Bob, A., The Playboys and Me                        | Capitol Records            |               |
| 1974 | Daddy Loves You Honey / True Love Means Forgiving                 | Capitol Records            |               |
| 1974 | Tangerine / What Ladies Can Do                                    | Capitol Records            |               |
| 1975 | Molly / She’s Feelin’ Low                                         | Melodyland Records 6007    | # 28 C&W      |
| 1975 | Lyin’ in Her Arms Again / Doggone the Dogs                        | Melodyland Records         |               |
| 1975 | Ain’t No Heartbreak / I Dreamed I Saw                             | Melodyland Records         |               |
| 1977 | Things I Treasured / One Morning                                  | Calliope Records 8004      | # 31 C&W      |
| 1977 | Soon as I Touched Her / Dear Hearted Children                     | Calliope Records           |               |
| 1980 | Here I Go Again / What Would It Profit Me                         | Elektra Records            |               |
| 1980 | B.J.Kick-A-Beaux / What Would It Profit Me                        | Elektra Records            |               |

### Alben
„Greatest-Hits“-Alben sind nicht enthalten.
- 1960: Tall Oak Tree
- 1963: Dorsey Burnette Sings
- 1969: Greatest Hits
- 1970: Dorsey Burnette
- 1972: Here and Now (#37 Country)
- 1973: Dorsey Burnette (#41 Country)
- 1977: Thing I Treasure
- 1977: This Is Dorsey Burnette
- 1979: Tall Oak Tree - Live 1973 / 1974
- 1980: Country Sound - City Sound
- 1980: Together Again (mit Johnny Burnette)
- 1992: Great Shakin' Fever (Bear Family)